# Amasonija
Amasonija (lat. Amasonia), biljni rod polugrmova, grmova i trajnica iz porodice medićevki, dio potporodice Ajugoideae. Postoji sedam priznatih vrsta rasprostranjenih po tropskoj Južnoj Americi

## Vrste
1. Amasonia angustifolia Mart. & Schauer
2. Amasonia arborea Kunth
3. Amasonia calycina Hook.f.
4. Amasonia campestris (Aubl.) Moldenke
5. Amasonia hirta Benth.
6. Amasonia lasiocaulos Mart. & Schauer
7. Amasonia obovata Gleason

## Sinonimi
- Diphystema Neck.
- Taligalea Aubl.
- Hassleria Briq. ex Moldenke; Repert. Spec. Nov. Regni Veg. 46: 194 (1939)